# In Love with the End
In Love with the End – trzeci album studyjny holenderskiego zespołu Born from Pain.

## Lista utworów
1. "Rise Or Die" – 3:23
2. "Judgement" – 3:02
3. "The New Hate" – 3:25
4. "Kill It Tonight" – 3:35
5. "Renewal" – 2:22
6. "Fear This World" – 2:52
7. "Raging Heart" – 3:30
8. "Dead Code" – 4:53
9. "Suicide Nations" – 3:11
10. "Hour of the Wolf" – 4:12

Materiały w wersji z DVD
DVD 1. "Day of the Scorpio" (teledysk)
DVD 2. "When We Were Kings" (nagranie z występu na festiwalu With Full Force)
DVD 3. Nagranie z występu na festiwalu With Full Force zawierające utwory "Never Return", "When We Were Kings", "Here Lies Civilization"
DVD 4. Nagranie z koncertu w wersji ukrytej

## Twórcy
Skład zespołu
- Ché Snelting – śpiew
- Rob Franssen – gitara basowa, śpiew, teksty utworów
- Karl Fieldhouse – gitara elektryczna, muzyka utworów 6, 9-10
- Stefan van Neerven – gitara elektryczna, muzyka utworów 1-5, 7-8
- Roel Klomp – perkusja

Udział innych
- Tue Madsen – produkcja muzyczna, nagrywanie, miksowanie, mastering[16][17]
- The Vanity Society – muzyka utworów 3 i 5
- Członkowie zespołów Barcode i Hatesphere – gościnnie śpiew w tle
- Jacob Bredahl (Hatesphere) – gościnnie śpiew w utworze "Renerwal"
- René Natzel – pomysł okladki, ilustracje, kierunek artystyczny[18]
- Sandra Steh.de – fotografie

## Opis
- Przed powstaniem płyty, w 2004 do składu dołączył perkusista Roel Klomp (zastępując Pietera), który uczestniczył w procesie powstawania utworów[19]. Muzycy zespołu zapewnili sobie trzymiesięczną przerwę od grania koncertów, podczas której stworzyli większość materiału na płytę[19]. Album został nagrany w styczniu 2005 w Antfarm Studios (Aabyhøj, Dania), kierowanym przez Tue Madsen[20][19]. Został wydany 18 kwietnia 2005 nakładem wytwórni Hollowman Records i Metal Blade Records[17][19] (grupa przeszła do tej wytwórni po wydaniu poprzedniego albumu[20][21][22]). Zespół zorganizował trzy występy premierowe (tzw. release party): 21 kwietnia w Tilburgu, 22 kwietnia w Brunssum (Holandia), a 23 kwietnia w Bochum (Niemcy)[23][24].
- Płyta była też wydana w wersji z dodatkami multimedialnymi (zdjęcia fotograficzne, biografie, logo) oraz w wersji z materiałami w wersji DVD, zawierającej materiał z obrazem zarejestrowany podczas występu grupy w trakcie festiwalu With Full Force[20].
- Członkowie w swoim zamiarze mieli zachować na płycie przekrojowe składowe stylu swojej formacji, a jednocześnie wprowadzić nowe elementy[19]. Zręby kompozycji stworzyli ponownie gitarzyści Karl Fieldhouse i Stefan van Neerven, którzy zaprezentowali je pozostałym członkom grupy, zaś ostateczny kształt utworów powstał w wyniku pracy wszystkich razem, gdy korygowano riffy lub struktury piosenek, osiągając końcowy efekt[19].
- W porównaniu do poprzednich wydawnictw grupy ten album muzycznie objawił więcej cech zaczerpniętych z nurtu metalu. W piosenkach pojawiły się gitarowe solówki (autorstwa Stefana van Neervena) i melodie oraz chwytliwe momenty, przez co album różnił się od poprzedniego wydawnictwa[21]. Ostatni utwór na płycie, pt. "Hour of the Wolf", już według samych członków Born from Pain nie był typowym dla tego zespołu[21].
- Przesłanie płyty odnosi się generalnie do tytułowego końca, lecz mimo wrażenia ukazanego na okładce, nie dotyczy konkretnie apokalipsy spowodowanej przez wybuch nuklearny czy eksplozję atomową[19][21]. Wszystkie teksty utworów były autorstwa basisty, Roba Franssena[19]. Z uwagi na ich treść album ma charakter konceptualny[19]. W opinii Karla Fieldhouse’a liryki mówią o tym, że świat powoli rozpada się i nie jest podejmowane, aby temu zaradzić[19]. Dotyczy to zarówno sfery osobistej, społecznej, jak i politycznej[19]. Jego zdaniem teksty opisują raczej proces jakichś czynności, prowadzący do złych skutków, albo też nie czynienie z tym niczego bądź niezdolność do tego[21]. W tym sensie wszyscy doskonale wiedzą, że wszystko zmierza do tytułowego końca, ale są wręcz żądni tego, by do tego doszło[19]. Według Fieldhouse’a ludzie wiedzą do czego zmierza świat, ale nie umieją się powstrzymać od tego, aby go niszczyć[19]. Konkretniej ta kwestia odnosi się do takich sfer jak środowisko, polityka czy życie osobiste, kiedy to w stanie umysłu istnieje świadomość faktu wyrządzania szkód, a nie wprowadza się zmian, mimo że wie się, do jaki skutków to prowadzi[21]. Tytuł i teksty utworów płyty dotyczą ludzkości, według zespołu zakochanej w luksusie, a prowadzonej ślepo ku przyszłości i skierowanej na zagładę[17]. Przyczyniać do tego mają się wojny, klęski żywiołowe, przestępstwa[17]. Według wokalisty Ché Sneltinga, tytułowa nowa nienawiść z utworu "The New Hate" tworzy ludzkość, prasa, media[25]. Liryki na płycie były określane jako pesymistyczne i przygnębiając[22]. Karl Fieldhouse przyznał, że za treścią na płycie nie stoi żadna konkretna ideologia typu polityka, straight edge czy weganizm, zaś najważniejszym przesłaniem jest szacunek, którego okazanie wobec drugiego człowieka o innym guście czy poglądach jest kluczowe w życiu[19]. Mimo szeregu negatywnych konstatacji w treści albumu zawarto również pozytywne przesłania, np. utworze "Raging Heart" zachęcano do zmierzenia się z każdym dniem, objęcia kontrolą własnego życia i nie pozwolenia umknąć okazjom[21][19].
- Album promowały teledyski do utworów "Rise Or Die"[26] (był emitowany na kanale Viva[22]) i "The New Hate" (2005)[27][21].
- W okresie wydania płyty albumu grupa koncertowała po Europie: w marcu i kwietniu 2005 po Niemczech od 28 kwietnia do końca maja 2005 wraz z grupą Zero Mentality po różnych krajach europejskich[28][19], następnie w czerwcu 2005 w Wielkiej Brytanii, a latem tego roku brała udział w festiwalach[29], następnie na trasie Persistence Tour 2005 wraz z zespołami Hatebreed, Agnostic Front, Napalm Death, Bleed The Sky, The Red Chord, Full Blown Chaos, References[30][31][32]. Zaplanowany był także wyjazd na koncerty do Stanów Zjednoczonych[21]. Pod koniec 2005 grupa koncertowała po Europie z Six Feet Under[22], w 2006 dawała koncerty w krajach europejskich oraz koncertowała po Wielkiej Brytanii z The Black Dahlia Murder, w maju tego roku miała zaplanowaną trasę po Brazylii wraz z Terrorem[33], a w sierpniu 2006 ponownie grała tournee z Six Feet Under[33][34].
- Generalnie płyta zyskała spektakularne przyjęcie odbiorców[35].